# Cadel Evans Great Ocean Road Race 2016 (mannen)
De tweede editie van de wielerwedstrijd Cadel Evans Great Ocean Road Race werd gehouden op 31 januari 2016. De wedstrijd startte en eindigde in Geelong. De wedstrijd maakte deel uit van de UCI Oceania Tour 2016, in de categorie 1.HC. De wedstrijd werd gewonnen door de Brit Peter Kennaugh, die Gianni Meersman opvolgde op de erelijst.

## Deelnemende ploegen
| WorldTour       | ProContinentaal    | Continentaal            | Nationaal |
| --------------- | ------------------ | ----------------------- | --------- |
| Orica GreenEDGE | Drapac             | Avanti IsoWhey Sport    | Australië |
| BMC Racing Team | Nippo-Vini Fantini | Data#3 Cisco            |           |
| Dimension Data  | Novo Nordisk       | State of Matter/MAAP    |           |
| IAM Cycling     | ONE                | St. George-Merida       |           |
| Katjoesja       | UnitedHealthcare   | Attaque Team Gusto      |           |
| Lotto Soudal    |                    | JLT Condor              |           |
| LottoNL-Jumbo   |                    | Kenyan Riders Downunder |           |
| Team Sky        |                    |                         |           |
| Trek-Segafredo  |                    |                         |           |

## Uitslag
| Plaats  | Naam                        | Ploeg            | Tijd     |
| ------- | --------------------------- | ---------------- | -------- |
| Winnaar | Peter Kennaugh              | Team Sky         | 4u04'59" |
| 2       | Leigh Howard                | IAM Cycling      | + 6"     |
| 3       | Niccolò Bonifazio           | Trek-Segafredo   | z.t.     |
| 4       | Pim Ligthart                | Lotto Soudal     | z.t.     |
| 5       | Simon Gerrans               | Orica GreenEDGE  | z.t.     |
| 6       | Nathan Haas                 | Dimension Data   | z.t.     |
| 7       | Aleksej Tsatevitsj          | Katjoesja        | z.t.     |
| 8       | Ben Swift                   | Team Sky         | z.t.     |
| 9       | Enrico Battaglin            | LottoNL-Jumbo    | z.t.     |
| 10      | Dion Smith                  | ONE              | z.t.     |
| 11      | Steele Von Hoff             | ONE              | z.t.     |
| 12      | Reinardt Janse van Rensburg | Dimension Data   | z.t.     |
| 13      | Luke Rowe                   | Team Sky         | z.t.     |
| 14      | Steven Lampier              | JLT Condor       | z.t.     |
| 15      | Jonathan Clarke             | UnitedHealthcare | z.t.     |
| 16      | Nathan Earle                | Drapac           | z.t.     |
| 17      | Tiago Machado               | Katjoesja        | z.t.     |
| 18      | Floris Gerts                | BMC Racing Team  | z.t.     |
| 19      | Michael Storer              | Australië        | z.t.     |
| 20      | James Oram                  | ONE              | z.t.     |
|         |                             |                  |          |
| 26      | Gert Dockx                  | Lotto Soudal     | + 11"    |

Mannen: 2015 · 2016 · 2017 · 2018 · 2019 · 2020 · 
2021-2022 · 2023 · 2024 · 2025
Vrouwen: 2015 · 2016 · 2017 · 2018 · 2019 · 2020 · 
2021-2022 · 2023 · 2024 · 2025
 Cadel Evans Great Ocean Road Race ·
 Herald Sun Tour